# BTR-3
BTR-3 là một loại xe bọc thép chở quân bánh lốp 8×8 do Adcom Manufacturing của UAE thiết kế năm 2000/2001 và do KMDB ở Ukraina chế tạo. BTR-3 được xuất khẩu nhiều nhất cho Lục quân Myanmar với 1000 chiếc BTR-3U, một phần trong số này sẽ được lắp ráp ở Myanma. BTR-3U không phải là một bản nâng cấp của BTR-80 và nó là xe bọc thép mới giống với thiết kế của Liên Xô.

## Biến thể
- BTR-3U "Okhotnik" – ban đầu còn gọi là BTR-94K.
  - Guardian – phiên bản cho thủy quân lục chiến UAE với tháp pháo "Buran-N1".
- BTR-3E – phiên bản có thể trang bị động cơ UTD-20.
  - BTR-3E1 – phiên bản mới nhất với tháp pháo BM-3 "Shturm" và động cơ mới.
  - BTR-3E ARV – xe kỹ thuật.

## Quốc gia sử dụng
- Azerbaijan - 6 BTR-3/12.7 [2]
- Tchad - 8 BTR-3U
- Ecuador – đặt mua 3 BTR-3U[3]
- Kazakhstan - 2 BTR-3E [3]
- Myanmar - 210 BTR-3U (đặt mua 1.000 xe)[4]
- Nigeria - 30 BTR-3UN, 6 BTR-3UK, 4 BTR-3UR và 7 BTR-3E/14.5 [3]
- Thái Lan - 96 BTR-3E1
- UAE - 90 Guardian[3]
- Ukraina